# Alevtina Kóltxina
Alevtina Kóltxina   (Pavlovsky, 11 de novembre de 1930 - Otepää, 1 de març de 2022) fou una esquiadora de fons russa que va competir sota bandera soviètica durant les dècades de 1950 i 1960.
Nascuda a la província de Perm, va començar a esquiar als 13 anys. Va estar casada amb el quatre vegades medallista olímpic de fons Pàvel Koltxin fins a la seva mort, el 2010. Són l'únic matrimoni en haver rebut la medalla Holmenkollen. El seu fill Fiódor Koltxin disputà els Jocs Olímpics de 1980.
Durant la seva carrera esportiva va prendre part en quatre edicions dels Jocs Olímpics d'Hivern, el 1956, 1960, 1964 i 1968. En aquestes participacions aconseguí cinc medalles: d'or en els relleus 3x5 km el 1964, una de plata en els relleus 3x5 km el 1956 i tres de bronze, en els 5 km el 1964 i 1968 i en els relleus 3x5 km el 1968.
En el seu palmarès també destaquen vuit medalles al Campionat del Món d'esquí de fons, set d'or i una de plata, entre les edicions de 1958 i 1966. A nivell nacional va guanyar 13 campionats soviètics: cinc en els 5 quilòmetres (1956, 1958, 1960, 1962 i 1963), quatre en els 10 quilòmetres (1959, 1962, 1963 i 1964) i quatre en el relleu (1956, 1959, 1960 i 1963).
El 1976 la família es va traslladar a Otepää, Estònia, on van treballar com a entrenadors d'esquí de fons.